# Markus Bezucha
Markus Bezucha (* 4. Mai 1992 in Wien) ist ein ehemaliger österreichischer Handballspieler.

## Karriere
Der gebürtige Wiener ist mit Saisonstart 2012/13 in den Kader der Kampfmannschaft des Handballclubs Fivers Margareten aufgerückt. Er war für die Margaretner bis 2013 auch in diversen Jugendmannschaften aktiv. 2015 sicherte sich Bezucha seinen zweiten Cup-Titel mit dem Handballclub Fivers Margareten, im Finale wurde Bregenz Handball bezwungen. 2016 konnte der Cup im Finale gegen den UHK Krems verteidigt werden, weiters feierte er mit der ersten Mannschaft die österreichische Meisterschaft. Nach der Saison 2016/17 beendete Bezucha seine Karriere.

## Saisonbilanzen

### HLA-Bilanz
| Saison    | Verein                         | Spielklasse | Tore | 7-Meter | Feldtore |
| --------- | ------------------------------ | ----------- | ---- | ------- | -------- |
| 2012/13   | Handballclub Fivers Margareten | HLA         | 13   | 0/0     | 13       |
| 2013/14   | Handballclub Fivers Margareten | HLA         | 36   | 0/0     | 36       |
| 2014/15   | Handballclub Fivers Margareten | HLA         | 17   | 0/0     | 17       |
| 2015/16   | Handballclub Fivers Margareten | HLA         | 0    | 0/0     | 0        |
| 2016/17   | Handballclub Fivers Margareten | HLA         | 3    | 0/0     | 3        |
| 2009–2017 | gesamt                         | HLA         | 69   | 0/0     | 69       |

### HBA
| Saison    | Verein                         | Spielklasse | Tore | 7-Meter | Feldtore |
| --------- | ------------------------------ | ----------- | ---- | ------- | -------- |
| 2015/16   | Handballclub Fivers Margareten | HBA         | 28   | 0/0     | 28       |
| 2015–2016 | gesamt                         | HBA         | 28   | 0/0     | 28       |

## Erfolge
- 1× Österreichischer Meister (mit dem Handballclub Fivers Margareten)
- 3× Österreichischer Pokalsieger (mit dem Handballclub Fivers Margareten)